# Walter Kelsch
Walter Kelsch (ur. 3 września 1955 w Stuttgarcie) – piłkarz niemiecki.
W Bundeslidze wystąpił w 246 meczach i zdobył 54 gole. We Francji rozegrał 78 meczów i strzelił 20 goli dla RC Strasbourg. W reprezentacji RFN w latach 1979–1980 zagrał w 4 meczach, strzelając 3 bramki.

## Osiągnięcia piłkarskie
- mistrzostwo Niemiec (1984)
- wicemistrzostwo Niemiec (1979)